# استیل کلرید
استیل کلرید (به انگلیسی: Acetyl chloride) با فرمول شیمیایی CH3COCl یک ترکیب شیمیایی است. که جرم مولی آن 78.49 g/mol می‌باشد. شکل ظاهری این ترکیب، مایع بی‌رنگ است.